# Chiesa di San Pietro in Palazzi
La chiesa di San Pietro in Palazzi è un edificio sacro che si trova in località San Pietro in Palazzi, nel comune di Cecina; fa parte della diocesi di Pisa.

## Storia e descrizione
Fu costruita nel 1928, per iniziativa dell'arcivescovo di Pisa, cardinale Pietro Maffi (dal cui nome, secondo un'antica tradizione, fu tratto il santo per la dedica) e ristrutturata poi nel 1960 sotto la guida dell'impresario Collatino Bandini.
L'edificio, di ispirazione neogotica, ha una struttura a tre navate, di cui quella centrale con il soffitto a capriate. Nella cappella terminale della navata sinistra è stato eretto nel 1972 un altare dedicato alla Madonna per custodire la mensa del primitivo altare maggiore che ospitò la venerata icona della Madonna di Sotto gli Organi. Nella cappella della navata opposta, dove si staglia un mosaico di Cristo, una lapide ricorda la visita del papa Giovanni Paolo II nel settembre del 1989.
Al suo interno è conservata la Cattedra di San Pietro eseguita nel 1700 dall'architetto e pittore Luigi Vanvitelli che ha disegnato la reggia di Caserta. Donata alla chiesa da Paolo VI all'allora rettore, Monsignor Pietro Parducci.